# Аппроксимация Шлика
В трехмерной компьютерной графике приближение Шлика, названное в честь Кристофа Шлика, представляет собой формулу для аппроксимации вклада фактора Френеля в зеркальное отражение света от непроводящей границы раздела (поверхности) между двумя средами. 
Согласно модели Шлика, коэффициент зеркального отражения R может быть приближен следующим образом:

{\displaystyle {\begin{aligned}R(\theta )&=R_{0}+(1-R_{0})(1-\cos \theta )^{5},\\R_{0}&=\left({\frac {n_{1}-n_{2}}{n_{1}+n_{2}}}\right)^{2}\end{aligned}}}
где {\displaystyle \theta } есть угол между направлением падающего света и нормалью границы раздела двух сред, следовательно, {\displaystyle \cos \theta =(N\cdot V)} . Тогда {\displaystyle n_{1},\,n_{2}} являются показателями преломления двух сред на границе раздела, а {\displaystyle R_{0}} - коэффициент отражения света, падающего параллельно нормали (т. е. значение члена Френеля при {\displaystyle \theta =0} или минимальное отражение). В компьютерной графике одна из сред обычно воздушная, благодаря чему в качестве значения {\displaystyle n_{1}}можно взять 1.
В моделях микрограней предполагается, что всегда есть идеальное отражение, но нормальное изменяется в соответствии с некоторым распределением, что в целом приводит к неидеальному общему отражению. При использовании приближения Шлика нормаль в приведенной выше формуле заменяется половинным вектором . В качестве второго вектора можно использовать либо направление взгляда, либо направление света. 